# Залдапа
Залдапа (на латински: Zaldapa, Zeldepa, на гръцки: Ζάλδαπα, Ζέλδεπα) е древно тракийско селище в Малка Скития / Мизия, основано от тракийското племе Обулензи около 8 век пр.н.е.
Руините от Залдапа днес се намират южно от село Абрит, област Добрич в България. След римската експанзия в Тракия селището се разраства. За кратко е седалище на епископия и е начално огнище на най-голямото въстание срещу император Юстиниан I Велики. Залдапа разполага с мощна укрепителна система от ров и крепостна стена с дебелина от над два метра и подсилена с издадени, правоъгълни, отбранителни кули. Северната порта е двойна и представлява сложно съоръжение предполагащо изолирането и блокирането в капан на нападателите успели да преминат през първата градска врата. Градът преустановява съществуването си след нашествията от седми век.